# V371 Carinae
V371 Carinae eller HD 96919, är en ensam stjärna i norra delen av stjärnbilden Kölen i närheten av Carinanebulosan och på liknande avstånd. Den har en lägsta skenbar magnitud av ca 5,19 och är svagt synlig för blotta ögat där ljusföroreningar ej förekommer. Baserat på parallaxmätning inom Hipparcosuppdraget på ca 0,23 mas, beräknas den befinna sig på ett avstånd på ca 6 000 ljusår (ca 1 920 parsek) från solen. Den rör sig närmare solen med en heliocentrisk radialhastighet på ca -22 km/s.

## Egenskaper

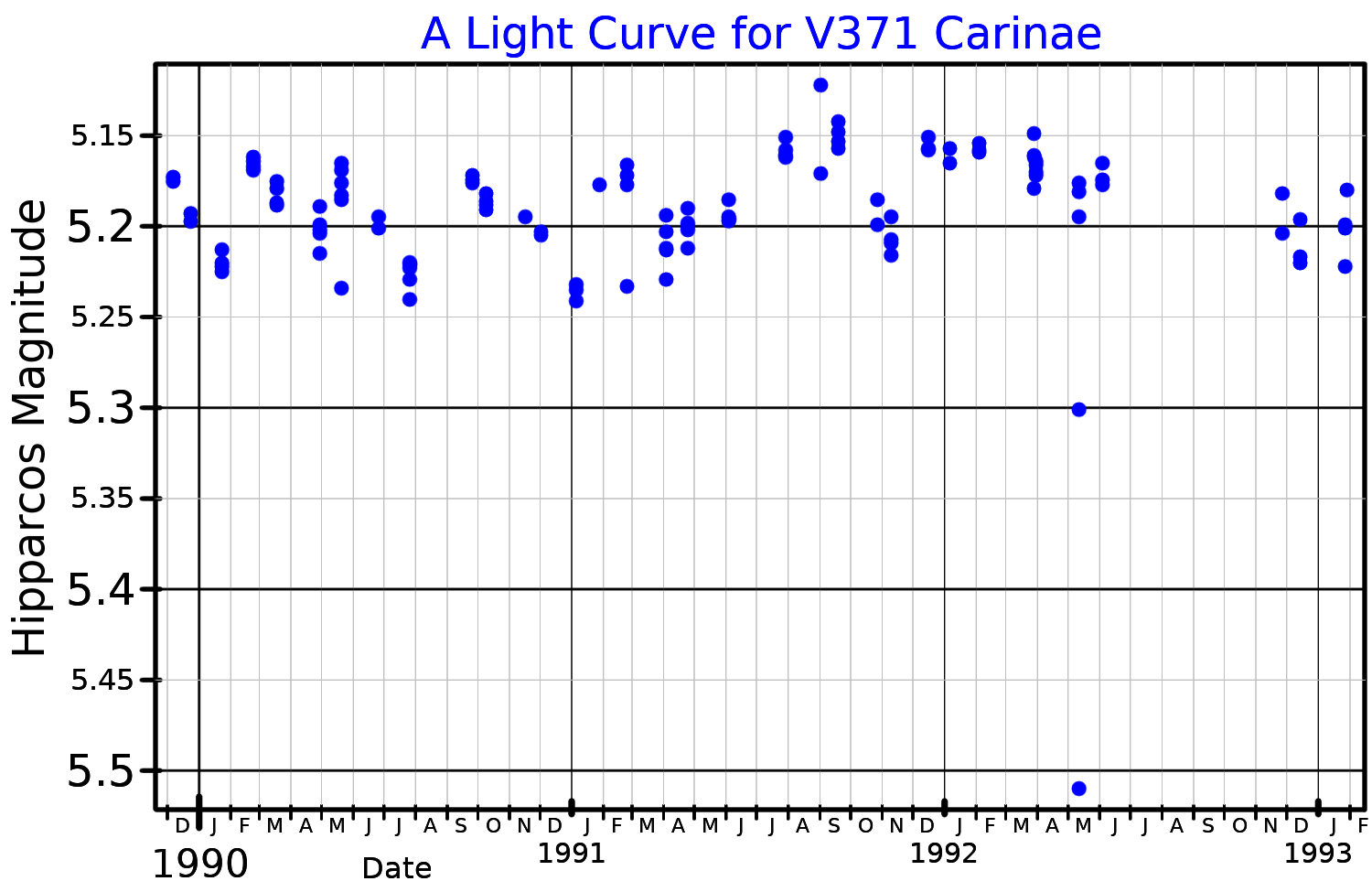
Ljuskurva för V371 Carinae, plottad från Hipparcos-data.

V371 Carinae är en vit till blå superjättestjärna av spektralklass B9 Iae, som anses vara en poströd superjättestjärna och antingen utvecklas mot en Wolf-Rayet-stjärna eller på en blå slinga innan den återgår till en svalare temperatur. Den har en massa som är ca 23 solmassor, en radie som är ca 141 solradier och har ca 105 000 gånger solens utstrålning av energi från dess fotosfär vid en effektiv temperatur av ca 12 500 K. Stjärnan visar ovanliga emissionslinjer i dess spektrum och händelser med höghastighetsabsorption (HVA), tillfälliga spektrala egenskaper som tros visa på lokala regioner med ökad massaförlust.

## Variation
V371 Carinae är en Alfa Cygni-variabel, oregelbundet pulserande och ändrar ljusstyrkan med endast några hundradelars magnitud. Perioder på 10–80 dygn har identifierats.